# Percival Hall
Percival Hall, né le 16 septembre 1872 et mort le 7 novembre 1953, a été le deuxième président de l'Université Gallaudet (1910 - 1945). Il a été un ardent défenseur de l'utilisation de la langue des signes dans l'éducation des sourds, et aussi un porte-parole pour les droits de voter, de travailler, de participer à des sports, de se marier, et de conduire les automobiles.

## Biographie

### Jeunesse

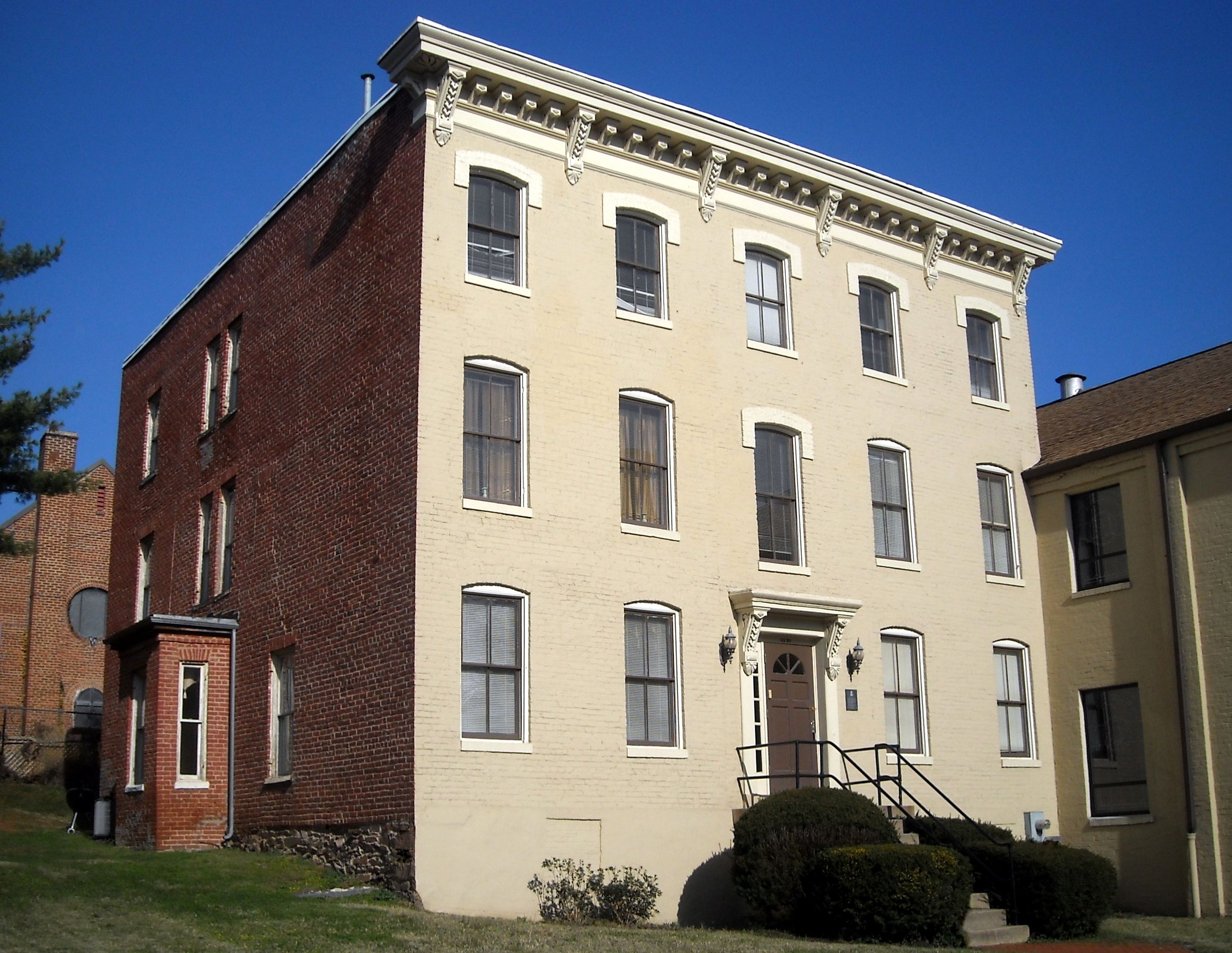
Maison de la famille Hall dans Georgetown, quartier de Washington, DC

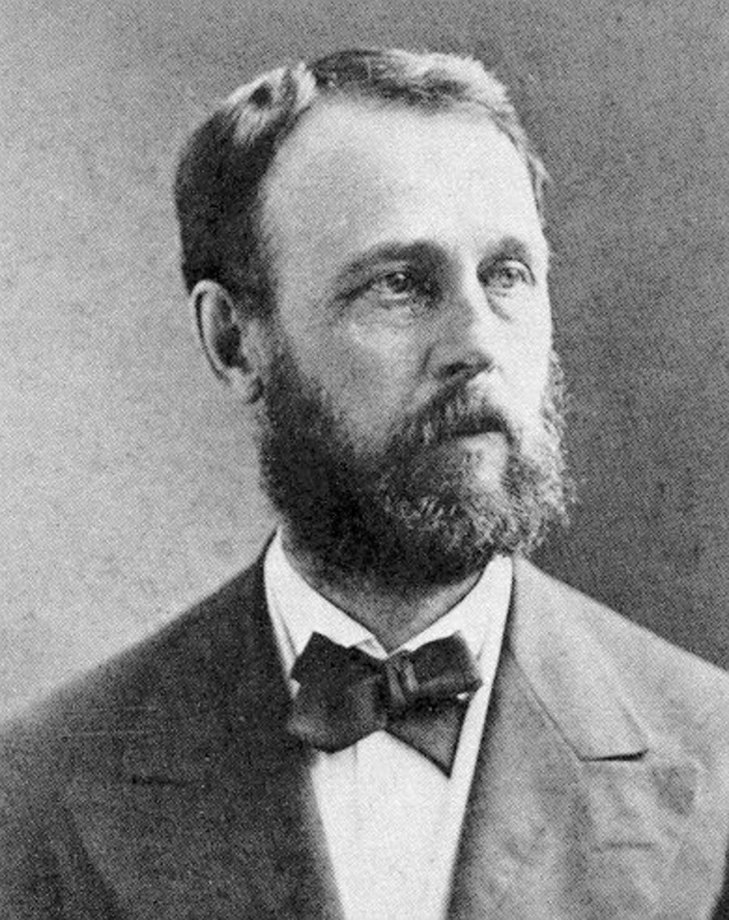
Asaph Hall III, le père de Percival Hall

Le fils de l'astronome Asaph Hall III (1829 - 1907) et Angeline Stickney Hall (1830 - 1892), Percival est né à Georgetown, Washington, DC, le plus jeune de quatre frères. Son frère aîné, a été Asaph Hall, Jr.
Percival Hall a obtenu un diplôme en mathématiques à l'Université de Harvard en 1892.

### Gallaudet
Percival entre Gallaudet de l'École Normale, a obtenu une maîtrise en Éducation des Sourds en 1893. À la suite de l'obtention de son diplôme, il a enseigné à l'École New York School for the Deaf pendant deux ans avant d'enseigner les mathématiques et le Latin à Gallaudet. Il est devenu président après le départ à la retraite du Président Edward Miner Gallaudet en 1910. En 1935, le Président Percival a reçu un Doctorat Honorifique (L. H. D.) par le collège.
Il a estimé que, compte tenu de la possibilité de l'enseignement supérieur, il existe de nombreux domaines dans lesquels les sourdes pourrait être excellent. Il a publié de nombreux articles sur l'éducation des sourds.
Percival Hall a également aidé à établir le Kappa Gamma Fraternité de l'Université Gallaudet, ainsi que trois étudiants de premier cycle, le 4 janvier 1901.

## Vie de famille
Percival mariés Carolyn L. Clarke en juin 1895, mais plus tard, elle meurt de maladie en janvier 1896. En juin 1900, il épouse Ethel Zoe Taylor, qui avait été un élève sourd à Gallaudet, peu de temps après elle a obtenu son baccalauréat. Ils ont eu trois enfants:
- Percival Hall, Jr (1901 - 1968)[8], professeur de mathématiques et d'astronomie à Gallaudet
- Marion Hall Fisher, un écrivain (1905 - le 4 avril 1983)[9]
- Jonathan Hall (1912 - 2008), professeur de sciences naturelles à Gallaudet.

Jonathan est né dans la Maison One de Gallaudet, sur le campus, le 6 février 1912.